# 성서중학교 (경기)
성서중학교(城西中學校)는 대한민국 경기도 용인시 수지구 성복동에 있는 공립 중학교이다.

## 학교 연혁
- 2011년 3월 1일 : 성서중학교 5(특수학급1 포함)학급 개교
- 2011년 3월 1일 : 초대 한창희 교장 취임
- 2011년 3월 2일 : 신입생 69명 (2학급) 입학
- 2012년 2월 10일 : 제1회 졸업식 23명 졸업
- 2022년 9월 1일 : 제4대 황선우 교장 취임
- 2024년 1월 5일 : 제13회 졸업식 310명 졸업 (총 2,343명)
- 2024년 3월 4일 : 신입생 320명(10학급) 입학

## 참고 자료
- 성서중학교 - 한국교육학술정보원 학교알리미